# Szabadszállás
Szabadszállás város Bács-Kiskun vármegyében, a Kunszentmiklósi járásban.

## Fekvése
A Solti-sík kistájon Bács-Kiskun vármegye északnyugati részében helyezkedik el, Budapesttől 80 kilométerre délre, Kecskeméttől 40 kilométerre nyugatra, a Dunától pedig mintegy 20 kilométer távolságra keleti irányban.
A szomszédos települések: észak felől Kunszentmiklós (18 kilométerre), északkelet felől Kunadacs (10 kilométerre), kelet felől Kerekegyháza és Fülöpháza (20, illetve 17 kilométerre), dél felől Fülöpszállás (6 kilométerre), délnyugat felől Solt (18 kilométerre), nyugat felől Újsolt (8 kilométerre), északnyugat felől pedig Dunavecse (19 kilométerre). Délkelet felől a legközelebbi település a 15 kilométerre fekvő Izsák, de közigazgatási területeik kevés híján nem érintkeznek. [A feltüntetett távolságok légvonalban értendők, a közúton mérhető táv jellemzően néhány kilométerrel több a jelölt értéknél.]

### Megközelítése
Szabadszállás legfontosabb közúti megközelítési útvonala az 5203-as út, amely Kiskunlacháza felől húzódik Kunszentmiklós központján keresztül egészen Izsákig. A környező települések közül Szalkszentmártonnal az 5213-as, Kerekegyházával az 5214-es, Fülöpszállással pedig az 5217-es út köti össze.
Vonattal elérhető a MÁV 150-es számú Budapest–Kunszentmiklós-Tass–Kelebia-vasútvonalán, melynek egy megállási pontja van itt; Szabadszállás vasútállomás a belterület délnyugati szélén helyezkedik el, közúti elérését az 5213-as útból kiágazó 52 317-es számú mellékút teszi lehetővé.

## Története
Szabadszállás ősi kun település volt. Első említése 1279-ből való. A 15. századtól hívják Szabadszállásnak.
Az 1559. évi török kincstári fejadó-defterben, a budai livához tartozó helységek között szerepelt, 37 adóköteles házzal. 1597-ben Hüszszein budai alajbég hűbérbirtoka volt.
Az 1633-1634. évi török kincstári adólajstromokban a kecskeméti nahije (járás) községei között, 14 adóköteles házzal volt feltüntetve. 1703-ban a bácskai rácok 30 lakosát gyilkolták le.
Jegyzőkönyvei 1741-ben kezdődnek, a postahivatalt 1789-ben állították föl. 1819 november 19-én országos vásárok tartására nyert szabadalmat. Református egyháza 1626-29-ben már fennállt, temploma 1628-ban épült. 1746-ban kolera pusztított a községben, 1796-ban pedig nagy tűzvész volt, majd 1838-ban az árvíz öntötte el. 
A 17. században kezdődtek meg a betelepítések, ennek ellenére Szabadszállás továbbra is kun község maradt. 
Leírás a településről a 18. század végén:
```
"Népes szabad helység a’ Kis Kúnságban, lakosai mind reformátusok, fekszik Kún Szent Miklóson alól 2 mértföldnyire; 3 nyomásbéli földgye a’ hol fekete mindent megterem, 1/3 része homokos, vagy székes, holott legelővel használtatik, imitt amott nyárfák, és fenyőmagot termő bokrok vagynak rajta; ugyan e’ homokos részen vagynak fejér, és veres borokat termő szőlős kertyeik is; erdő, és folyó víz nélkűl szűkölködik."
 
(
Vályi András
: 
Magyar országnak leírása
, 1796–1799)
```

1820-ban kapta mezővárosi rangját.
Petőfi Sándor apja, Petrovics István a családjával itt élt 1819-től 1841-ig, a község vendéglőjének és mészárszékének is a bérlője volt. 1840 körül az árvíz pusztítása miatt nagyobb bérösszeggel hátralékban maradva, a helység közvetlen szomszédságában lévő szántóföldjét adta át a községnek, mely még az 1900-as évek elején is mint „Petrovics-föld” került bérbeadásra. 1829-1830-ban a székkaszálók tagosítását foganatosították. 1840-51-ben a pusztai birtokokat osztották szét.
A dűlőnevek közül említést érdemel a Bösztörhegy, a hol valamikor Bösztör nevű helység feküdt, de a török korban elpusztult. Temploma is volt, melynek romjai még az 1800-as évek végén is láthatók voltak. A Hintók halma elnevezéshez az a hagyomány fűződik, hogy a földosztás alkalmával ezen a dombon álltak a földosztó bizottság hintói. A városhoz tartozik Aranyegyháza, Balázspuszta és Szabadjakabszállás puszta.
A 20. század elején Bencze Gábor, Ferenczy Zsigmond, Martinovits Péter és Nagy Bálint volt itt a nagyobb birtokos.
1995. július 1-jén városi rangot kapott.
Szabadszállás egykor katonaváros volt. Több nagy múltú katonai alakulat állomásozott a helyőrségben, pl. Magyar Néphadsereg 104. Honi Légvédelmi Rakétaezred 2. Légvédelmi Tüzér/rakétaosztálya, MH Alföldi Kiképző Központ.

## Közélete

### Polgármesterei
- 1990–1994: Dr. Bak István (független)[4][5]
- 1994–1998: Dr. Bak István (független)[6]
- 1998–2002: Dr. Bak István (független)[7]
- 2002–2006: Dr. Balázs Sándor (független)[8]
- 2006–2010: Dr. Balázs Sándor (független)[9]
- 2010–2014: Dr. Báldy Zoltán (Fidesz-KDNP)[10]
- 2014–2019: Dr. Báldy Zoltán Tamás (Fidesz-KDNP)[11]
- 2019–2024: Darabos József (független)[12]
- 2024– : Darabos József (független)[1]

## Népesség
| Lakosok száma | 6202 | 6186 | 6121 | 6063 | 5956 | 5930 | 5955 |
|               | 2013 | 2014 | 2018 | 2021 | 2022 | 2023 | 2024 |

2001-ben a város lakosságának 99%-a magyar, 1%-a cigány nemzetiségűnek vallotta magát.
A 2011-es népszámlálás során a lakosok 88,3%-a magyarnak, 2,6% cigánynak, 0,3% németnek mondta magát (11,7% nem nyilatkozott; a kettős identitások miatt a végösszeg nagyobb lehet 100%-nál). A vallási megoszlás a következő volt: római katolikus 27,2%, református 33,9%, evangélikus 0,5%, görögkatolikus 0,2%, felekezeten kívüli 14,8% (22,3% nem nyilatkozott).
2022-ben a lakosság 89,9%-a vallotta magát magyarnak, 2,6% cigánynak, 0,6% németnek, 0,6% ukránnak, 0,3% románnak, 0,1% szerbnek, 0,1% szlováknak, 1,5% egyéb, nem hazai nemzetiségűnek (9,4% nem nyilatkozott; a kettős identitások miatt a végösszeg nagyobb lehet 100%-nál). Vallásuk szerint 26,8% volt református, 18,6% római katolikus, 0,3% evangélikus, 0,4% görög katolikus, 0,2% ortodox, 1,2% egyéb keresztény, 1,5% egyéb katolikus, 12,9% felekezeten kívüli (38% nem válaszolt).

## Neves személyek
- Itt született (egyes feltevések szerint) 1823. január 1-jén Petőfi Sándor költő
- Itt született 1825. augusztus 18-án Petőfi István költő, mezőgazdász, Petőfi Sándor egyetlen testvére.
- Itt született 1827-ben Balogh Imre jogász, politikus, főispán.
- Itt született 1833. május 14-én marosjárai Rozsnyay Mátyás gyógyszerész, vegyész, sakkszakíró.
- Itt született 1865. november 11-én Szász Károly politikus, író, irodalomtörténész, a Magyar Tudományos Akadémia, a Kisfaludy Társaság és a Petőfi Társaság tagja, 1917–1918-ban a magyar képviselőház elnöke.
- Itt született 1867 körül győri Taksonyi József polgári iskolai tanár, költő.
- Itt született 1872. június 5-én Benkő Etelka (eredeti nevén Blau Adél) magyar opera-énekesnő.
- Itt született 1885. október 5-én Herpay Gábor levéltáros.
- Itt született 1921. szeptember 5-én dr. Kálmán Lajos népzenekutató.
- Itt született Dudás Rudolf (1924. január 4., Szabadszállás-Ballószög, 2012. május 24.) összehasonlító nyelvész, őstörténet-kutató.[forrás?]
- József Attila édesanyja, leánykori nevén Pőcze Borbála, aki szabadszállási parasztlány volt.[16]
- Itt született 1963. június 17-én Tímár Zoltán színész, bábművész
- Itt született 1967. március 10-én Tóth Beatrix olimpiai bronzérmes és világbajnoki ezüstérmes kézilabdázó.
- Itt született 1969. szeptember 13-án Szakács Tibor magyar cs. bajnok maratoni futó, a Bécs-Budapest Szupermaraton futóverseny cs. győztese
- Itt született 1975. június 14-én Weisz Boglárka történész.
- Itt született 1981. június 12-én Fehér Zoltán labdarúgó, a Szombathelyi Haladás játékosa.
- Itt született 1990. február 20-án Horváth Alexandra színésznő.

- Itt van eltemetve Prielle Kornélia (1826–1906) a hírneves színművésznő, a Nemzeti Színház örökös tagja, aki egykor Petőfi Sándor menyasszonya volt. Síremléke 1965 óta áll a felső református temetőben.
- Itt született Lipót Ferenc  1886-1919 Festő. Budapesten, az Iparművészeti Főiskolán tanult. Tervezőként dolgozott egy ideig Róth Miksa üvegfestőnél, majd Rómában templomdíszítő-festészetet tanult. Hazatérését követően feltalált egy új technikát, az úgynevezett márványcement vagy colormarmit technikát. A Nemzeti Szalon 1925-ben kiállítást rendezett hagyatékából. Néhány színes cementképét a Magyar Nemzeti Galéria őrzi.

## Nevezetességei
- Református templom
- Parókia
- Városháza
- Geréby-kastély
- Vasútállomás

## Testvérvárosai
- Schönenberg-Kübelberg, Németország[17]
- Vargyas, Erdély

## Képgaléria

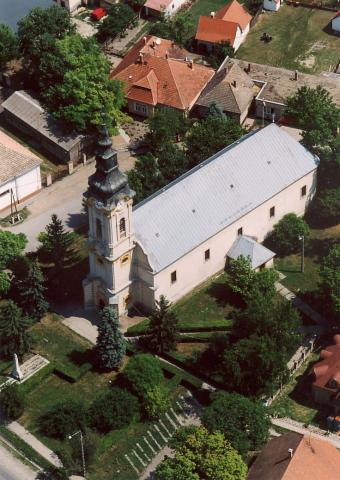
A református templom.
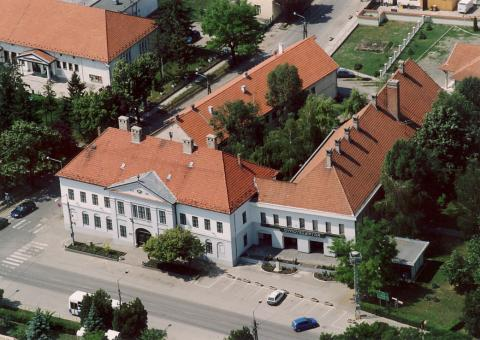
A városháza épülete.
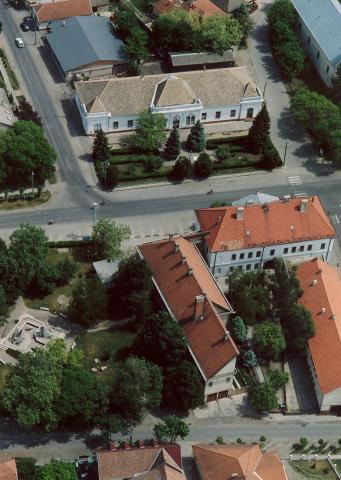
A városháza más szögből, vele szemben bank, és élelmiszer üzlet.
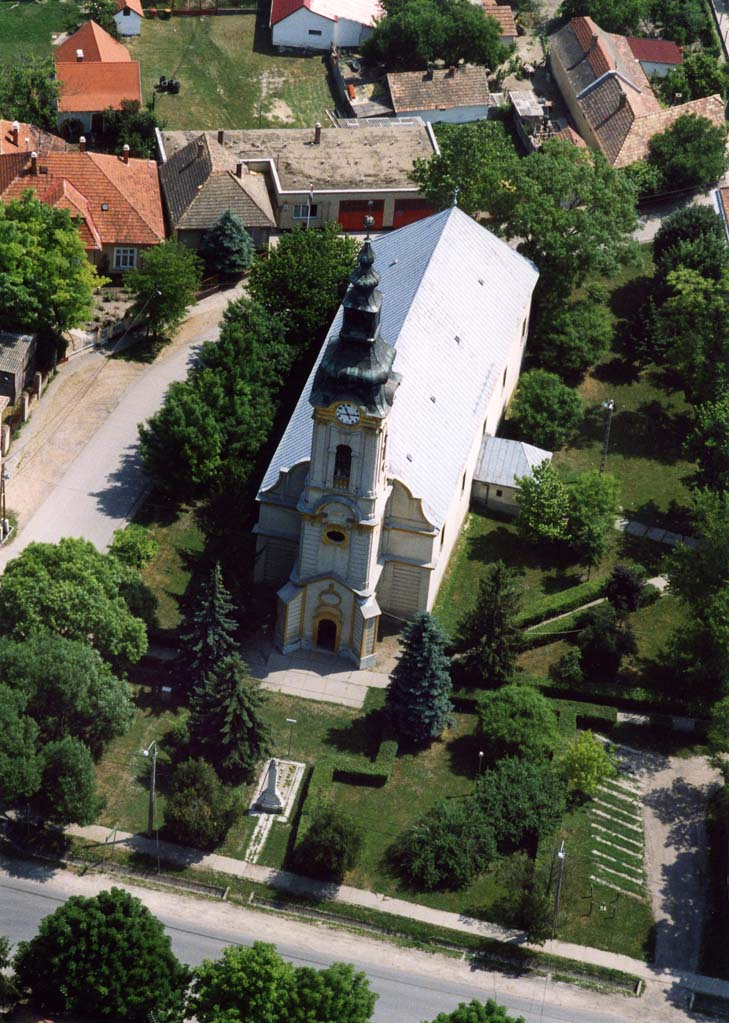
A református templom más szögből.
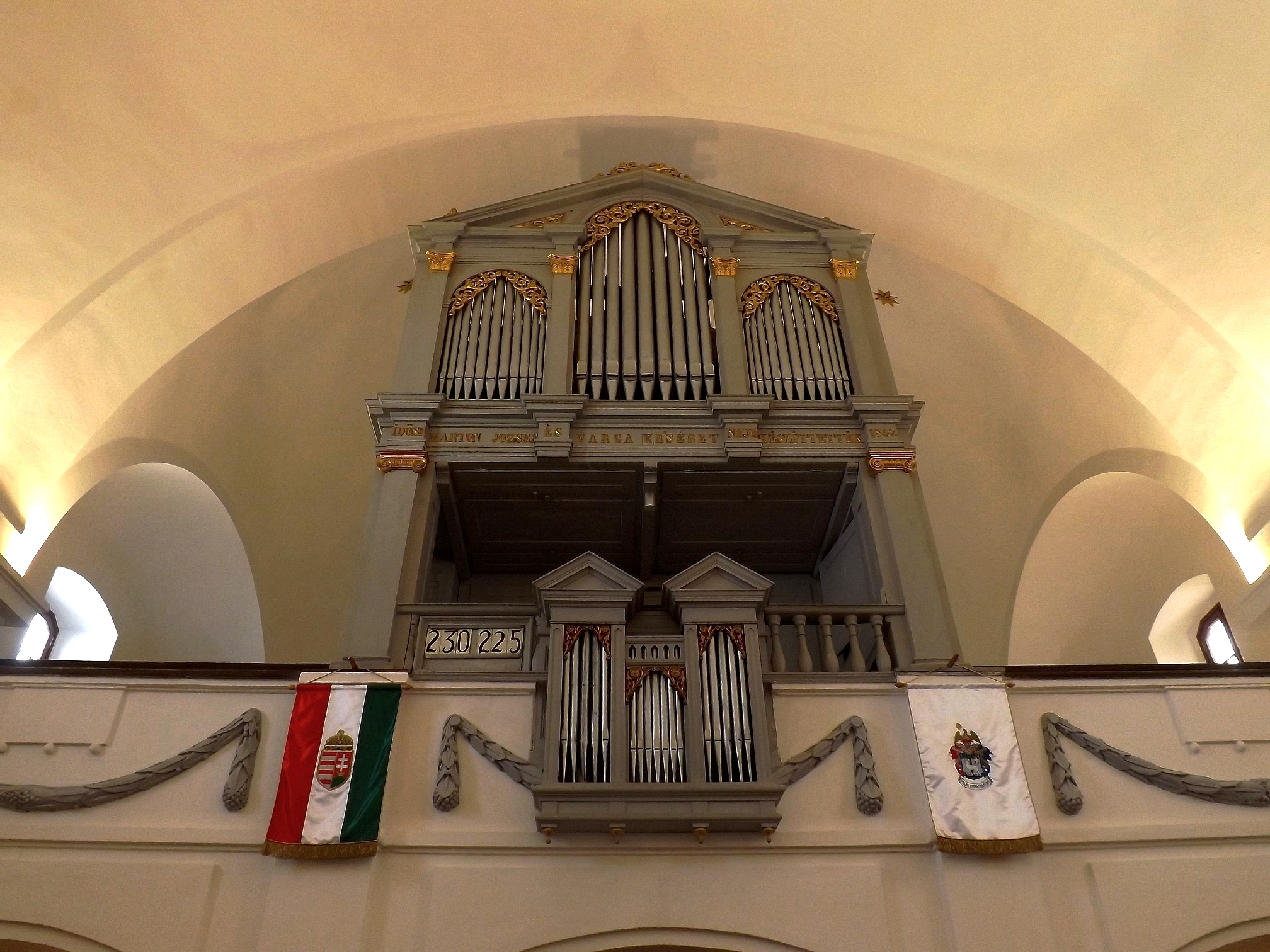
A református templom orgonája.

## Légi felvétel galéria 2019

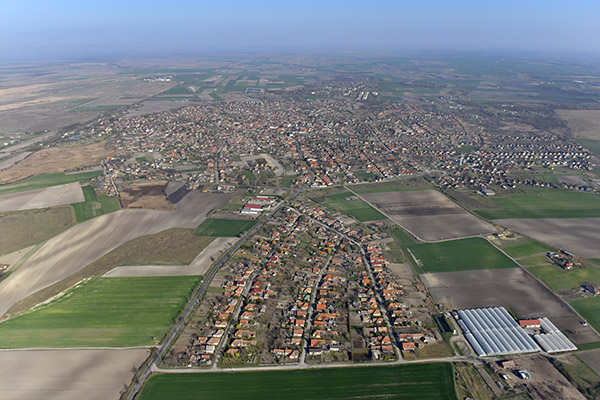
Szabadszállás látképe madártávlatból
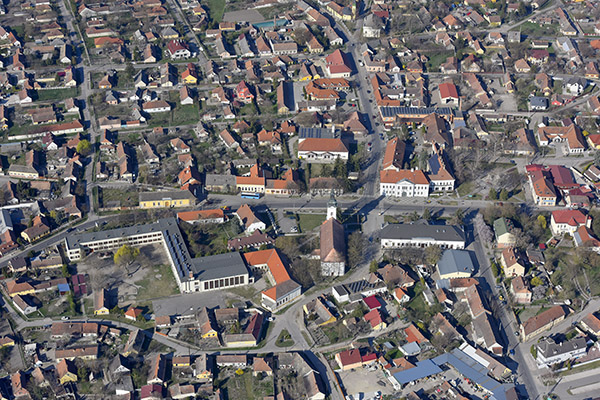
Szabadszállás légi felvételen 2019-ben
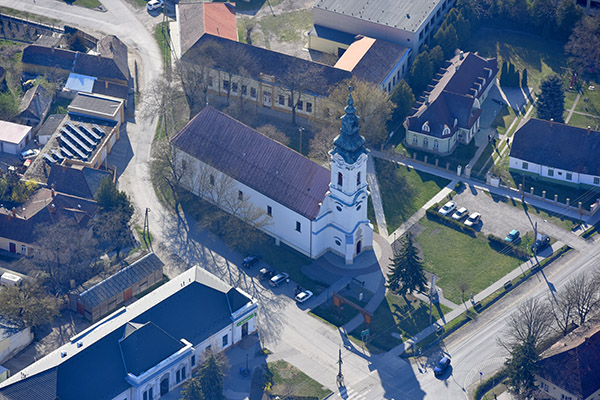
Szabadszállás, Református templom légi fotón
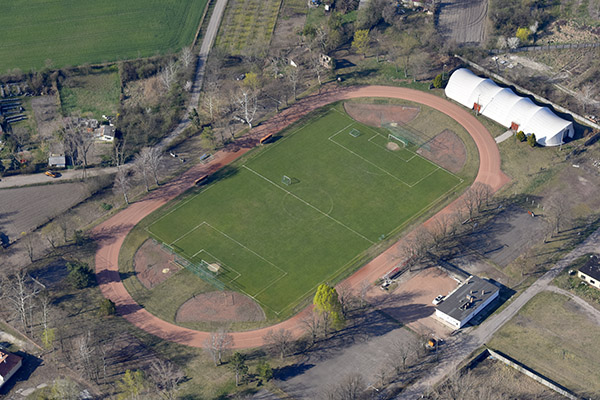
Szabadszállás, sportpálya a magasból